# François Richard (écrivain)
Pour les articles homonymes, voir Richard et François Richard.
 (avril 2018).
François Richard (Sèvres, 2 mai 1939 – Cœuvres-et-Valsery, 7 janvier 2019), est un écrivain français.

## Biographie
Son enfance fut itinérante du fait de la Seconde Guerre mondiale.
Après des études secondaires à Tours et une licence de lettres classiques à la faculté de Lettres de Poitiers, il devient docteur ès lettres modernes de l'université Paris-Sorbonne. Il est enseignant en Algérie au titre de la coopération puis en France jusqu'en 1971, avant de se consacrer à la littérature.
Il collabore à divers quotidiens nationaux, tels que Le Monde, Le Matin de Paris, Les Nouvelles Littéraires ainsi que dans la presse locale.
Il a écrit des ouvrages théoriques sur l'anarchisme de droite parus principalement aux Presses universitaires de France.
Pour le normalien et agrégé d'histoire Pascal Balmand, François Richard défend en 1988 dans l'anarchisme de droite dans la littérature contemporaine une thèse basée sur les postulats suivants : « les anarchistes de droite sont des penseurs plus lucides, plus exigeants et plus intègres que tous les autres ; parce qu'ils troublent la médiocrité générale et le consensus ambiant, ils sont systématiquement occultés et caricaturés, victimes d'un complot du silence et de la haine ; les responsables de ce rejet sont principalement les intellectuels, et notamment les « confectionneurs de l'histoire des idées » ».
Pour Balmand, le livre mérite néanmoins d'être lu même si on n'adhère pas à ces postulats, car il constitue un ouvrage riche et documenté sur un sujet passionnant, structuré autour de Barbey d'Aurevilly, Édouard Drumont, Georges Darien, Arthur de Gobineau, Léon Bloy, Bernanos, Céline, Rebatet, Paul Léautaud, Jean Anouilh, Nimier, Louis Pauwels et Micberth.

## Œuvres
- Boomerang, Paris, 1971
- Larmes blanches, Lattès, 1976
- Bière au soleil, Arthaud, 1978
- Mam la louve, Arthaud, 1979
- Révolution droitiste, Jupilles, 1980 (en collaboration avec Michel-Georges Micberth)
- L’Anarchisme de droite dans la littérature contemporaine, Presses universitaires de France, 1988
- Micberth et les gros niqueurs, Res Universis, 1990 (en collaboration avec M.-G. Micberth, C. Chantreau, L. de Crauze, P. Vieillevie)
- Les Anarchistes de droite, PUF, 1991, 1997 (« Que sais-je » no 2580)
- Chroniques de guerre, Res Universis, 1991
- La Mesnie micberthienne, Comédit, 1991
- Micberth, repères biographiques, ACFM, 1992 (en collaboration avec Annick Morel)
- Micberth anarchiste de droite, Comédit, 1992
- Grand-Mère est morte, Lorisse, 1995
- La Vallée de la Brune, Le Livre d'histoire, 2001
- Autremencourt : la seigneurie, le village et les environs, Le Livre d'histoire, 2002

Sous le pseudonyme de Bertrand de Cordes
- Louviers d’hier à aujourd’hui, Res Universis, 1993

Sous le pseudonyme de Claude Sellier
en collaboration avec Mathurin Hémon (Michel-Georges Micberth) (au Livre d’histoire, Paris)
- L’Alsace, 1997
- Le Nord-Pas-de-Calais, 1999
- L’Aquitaine, 1999
- Le Limousin, 2000
- La Picardie II, 2000
- La Provence, 2001
- Les Pays de la loire, 2005
- L'Auvergne, 2005
- La Bourgogne, 1993
- La Franche-Comté, 1993
- La Bretagne, 1993
- Le Centre, 1994
- La Picardie, 1993
- La Champagne-Ardenne, 1993
- La Normandie, 1994

Sous le pseudonyme d'Éric Jourdan
- La Bande à Bécu, Lorisse, 1999
- Solognes Blues, Lorisse, 1999